# Great Edinburgh Cross Country
Le Great Edinburgh Cross Country est une ancienne compétition de cross-country qui se déroulait tous les ans, début janvier, à Édimbourg, en Écosse. Disputée pour la première fois en 2005 et la dernière fois en 2018, l'épreuve a fait partie du circuit mondial IAAF de cross-country. Elle est remplacée par le Great Stirling Cross Country.
Les distances parcourues sont de 9 km (cross long de 2005 à 2010) puis de 8 km (cross long de 2011 à 2018) et 4 km (cross court) pour les hommes, de 6 km pour les femmes et de 4 fois 1 km pour le relais mixte.

## Palmarès

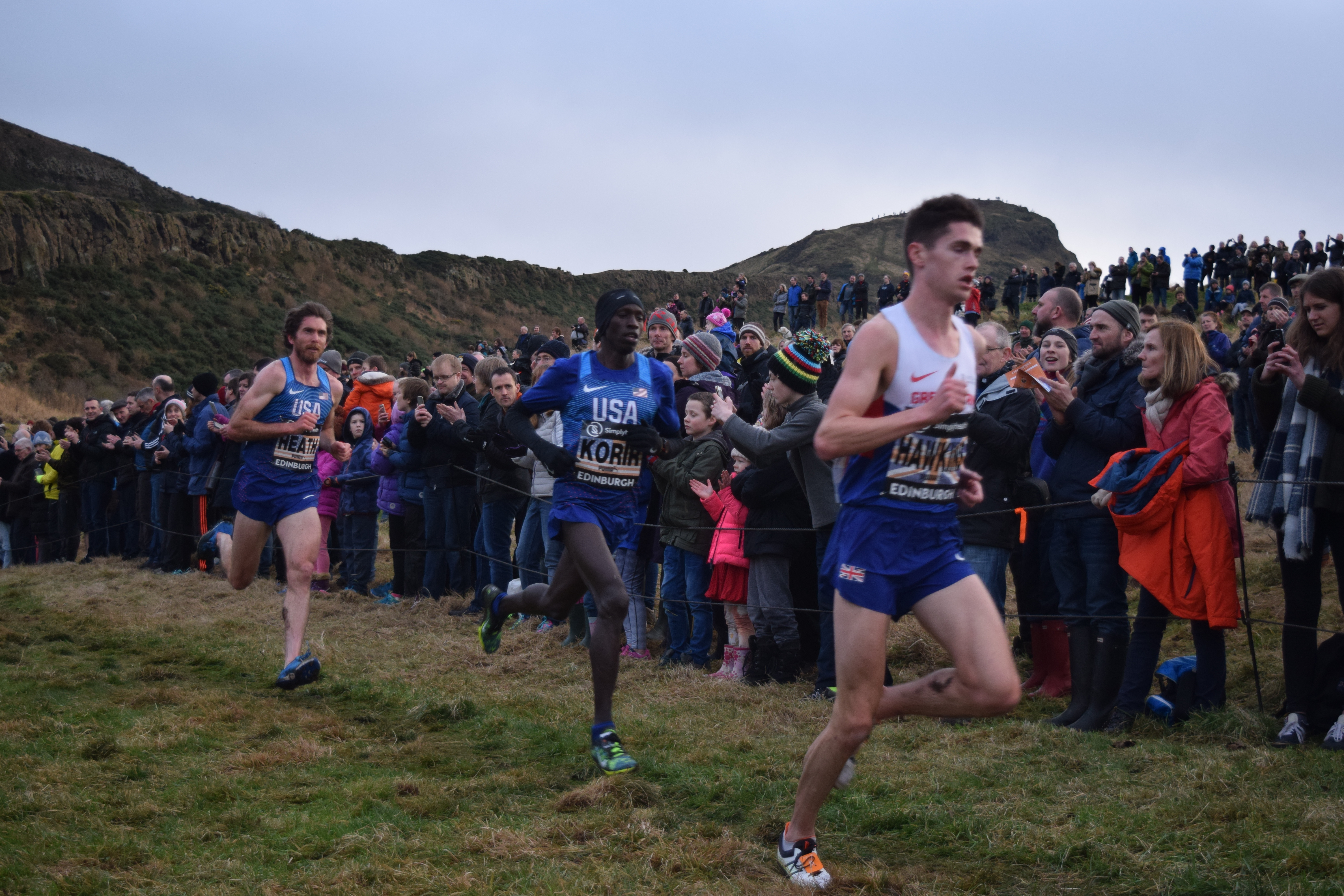
Korir (au centre, vainqueur 2017) avec Hawkins (au premier plan, deuxième en 2017) et Heath (au dernier plan, vainqueur en 2016).

### Cross long
Le cross long est disputé de 2005 à 2018.
| Édition | Année | Vainqueur hommes | Temps       | Vainqueur femmes  | Temps       |
| ------- | ----- | ---------------- | ----------- | ----------------- | ----------- |
| 1re     | 2005  | Eliud Kipchoge   | 27 min 43 s | Tirunesh Dibaba   | 21 min 35 s |
| 2e      | 2006  | Kenenisa Bekele  | 26 min 08 s | Gelete Burka      | 19 min 01 s |
| 3e      | 2007  | Kenenisa Bekele  | 28 min 14 s | Gelete Burka      | 23 min 25 s |
| 4e      | 2008  | Kenenisa Bekele  | 27 min 42 s | Gelete Burka      | 19 min 58 s |
| 5e      | 2009  | Abebe Dinkesa    | 26 min 51 s | Linet Masai       | 19 min 02 s |
| 6e      | 2010  | Joseph Ebuya     | 28 min 41 s | Tirunesh Dibaba   | 21 min 37 s |
| 7e      | 2011  | Mohamed Farah    | 25 min 41 s | Linet Masai       | 20 min 24 s |
| 8e      | 2012  | Ayad Lamdassem   | 25 min 44 s | Fionnuala Britton | 21 min 32 s |
| 9e      | 2013  | Bobby Mack       | 24 min 27 s | Fionnuala Britton | 20 min 40 s |
| 10e     | 2014  | Chris Derrick    | 24 min 11 s | Gemma Steel       | 20 min 35 s |
| 11e     | 2015  | Chris Derrick    | 25 min 31 s | Emelia Gorecka    | 21 min 36 s |
| 12e     | 2016  | Garreth Heath    | 25 min 29 s | Kate Avery        | 21 min 05 s |
| 13e     | 2017  | Leonard Korir    | 24 min 03 s | Yasemin Can       | 20 min 36 s |
| 14e     | 2018  | Leonard Korir    | 24 min 32 s | Yasemin Can       | 20 min 58 s |

### Cross court
Le cross court est disputé de 2005 à 2015.
| Édition | Année | Vainqueur hommes | Temps             | Vainqueur femmes | Temps             |
| ------- | ----- | ---------------- | ----------------- | ---------------- | ----------------- |
| 1re     | 2005  | Nick McCormick   | 12 min 22 s       |                  |                   |
| 2e      | 2006  | Nick McCormick   | 12 min 16 s       |                  |                   |
| 3e      | 2007  | Serhiy Lebid     | 12 min 20 s       |                  |                   |
| 4e      | 2008  | Andrew Baddeley  | 12 min 52 s       |                  |                   |
| 5e      | 2009  | Andrew Baddeley  | 12 min 17 s       |                  |                   |
| 6e      | 2010  | Ricky Stevenson  | 13 min 20 s       |                  |                   |
| 7e      | 2011  | Eliud Kipchoge   | 13 min 12 s       |                  |                   |
| 8e      | 2012  | Asbel Kiprop     | 9 min 20 s (3 km) |                  |                   |
| 9e      | 2013  |                  |                   | Genzebe Dibaba   | 9 min 46 s (3 km) |
| 10e     | 2014  | Garrett Heath    | 11 min 51 s       |                  |                   |
| 11e     | 2015  | Garrett Heath    | 12 min 11 s       |                  |                   |

### Relais mixte
L'ordre du relais imposé par l'organisateur est homme-femme-homme-femme. 
| Édition | Année | Équipe                                                                 | Temps       |
| ------- | ----- | ---------------------------------------------------------------------- | ----------- |
| 13e     | 2017  | Grande-Bretagne James Bowness, Charlene Thomas, James West, Laura Muir | 11 min 10 s |
| 14e     | 2018  | Grande-Bretagne Tom Marshall, Alexandra Bell, Adam Clarke, Laura Muir  | 11 min 33 s |